# Johnny Haynes
John Norman Haynes (17 d'octubre de 1934 - 18 d'octubre de 2005) fou un futbolista anglès de la dècada de 1950. Va morir a Escòcia d'un accident de transit.
Fou 56 cops internacional amb la selecció d'Anglaterra amb la qual participà en la Copa del Món de futbol de 1954, la de 1958 i la de 1962.
Va jugar al Fulham FC durant 18 temporades.